# Ubah Musse
Ubah Musse är en skådespelerska, krönikör, manusförfattare och föreläsare. 
Hon kom som ensamt flyktingbarn från krigets Somalia till Sverige när hon var åtta år. 
I februari 2011 gjorde hon scendebut på Riksteatern med monologen Vem sover i natt? Med denna självupplevda livsberättelse ville hon ge sin röst åt världens alla utsatta barn. 
Den 15 augusti 2011 medverkade Ubah som sommarpratare i P1. Detta gav ett stort gensvar som hon försökt följa upp genom att dela med sig sin vardag i bloggform. Parallellt med föreställningar och föreläsningar samlas pengar in för att möjliggöra en kvalitativ utbildning till de som saknar. Den 3 december höll hon en stödgala i Rinkeby, alla pengar går oavkortat till Ubah Musses fond Moonlight Youth Foundation (MYF) för nya skolor i Afrika med start i hennes hemland Somalia.